# He-Man: Power of Grayskull
He-Man: Power of Grayskull, è un videogioco di ruolo basato sul cartone animato He-Man e i dominatori dell'universo. Nel 2002, il videogioco è stato pubblicato dalla TDK Mediactive per GameBoy Advance.